# 海卫七
拉里薩 （/ləˈrɪsə/ lə-RISS-ə; 希臘：Λάρισα），也稱為海衛七，是第五靠近海王星的內衛星。它是以希臘神話中海神波塞冬的情人的名字命名，和古色薩利城的女神同名。

## 發現
它首次被發現是由Harold J. Reitsema、William B. Hubbard、Larry A. Lebofsky和大衛·J·托倫，在1981年5月24日的一次地基恆星掩星觀測中偶然發現的，給與的臨時名稱是 S/1981 N1，並且在1981年5月29日公布此一發現。這顆衛星在 航海家2號 於1989年飛越海王星時被再發現和獲得。之後，它在1989年8月2日獲得新的臨時編號S/1989 N2 。發言人Stephen P. Synnott宣布在7月28日之前的5天內獲得10張再發現的影像資料。在1991年9月16日獲得拉里薩的名稱。

## 特徵

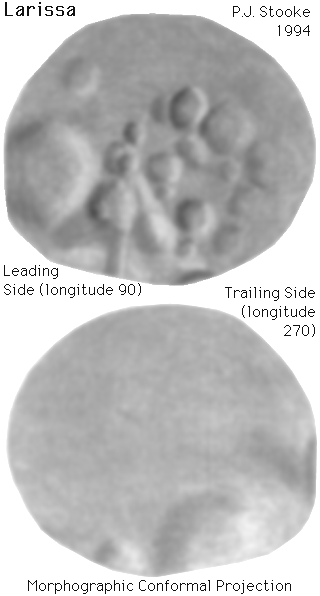
拉里薩的地圖。

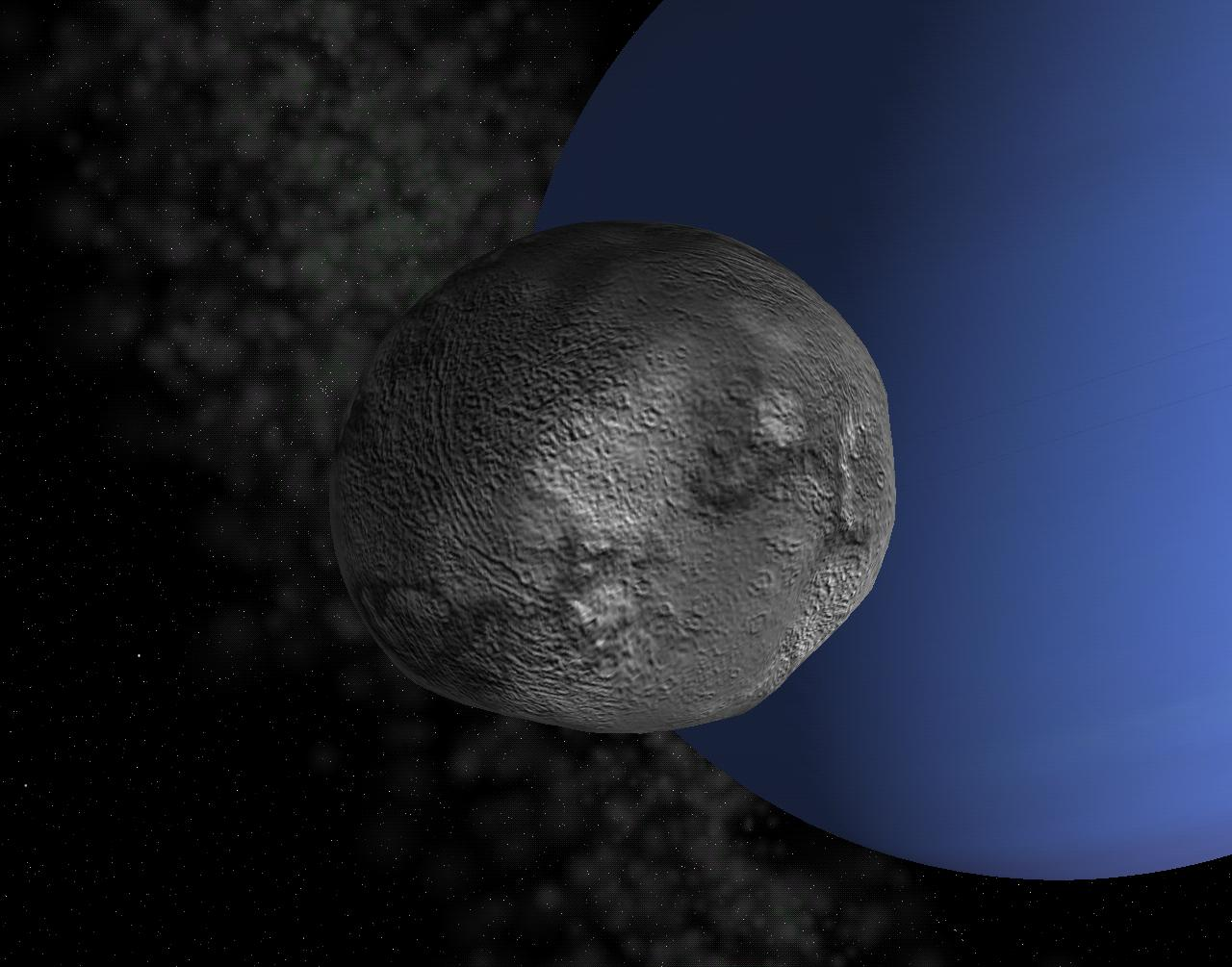
A 電腦模擬的拉里薩環繞海王星的軌道。表面的細節是虛構的。

拉里薩是海王星第四大的衛星，形狀不規則（非球形），並且有巨大的撞擊坑，沒有任何地質被修改的跡象。
但是，人們對拉里薩的所知很少。它可能像崔頓一樣，是從海王星原始衛星的碎片重新堆積起來的。在初始軌道非常偏心的崔頓被捕獲後，受到攝動的影響，很快的就被粉碎，再從瓦礫堆中重新生長的。
拉里薩的軌道是圓形的，但是並不完美，而且低於海王星的同步軌道半徑，所以它會因為潮汐減速緩慢的以螺旋朝向海王星接近，最後可能撞入海王星的大氣層，或是在進入海王星的洛希極限內之後，因為潮汐拉扯而碎裂成為行星環。

## 註解
1. ↑   The mass estimate is based on the assumed density of 1.2 g/cm³, and a volume of 3.5 ×106 km³ obtained from a detailed shape model in Stooke (1994).[5]
2. ↑  
Surface gravity derived from the mass m, the gravitational constant G and the radius r: Gm/r2.
3. ↑  
Escape velocity derived from the mass m, the gravitational constant G and the radius r: √2Gm/r.

## 外部連結
- Larissa Profile by NASA's Solar System Exploration
- Neptune's Known Satellites （页面存档备份，存于） (by Scott S. Sheppard)